# Trnuljčica
Trnuljčica (tudi Trnjulčica) (originalno francosko La Belle au Bois dormant) je klasična pravljica, ki jo je leta 1697 napisal pravljičar Charles Perrault. Nekateri elementi zgodbe naj bi se pojavljali že prej v drugih delih in tudi poganskih in krščanskih mitih.
Po motivih te zgodbe je Peter Iljič Čajkovski leta 1890 napisal istoimenski balet, Walt Disney pa je leta 1959 posnel risani film.

## Knjižne izdaje
Ena od knjižnih izdaj: Perrault, Charles. Trnuljčica (COBISS)